# A Night at the Village Vanguard
Albums de Sonny Rollins
Newk's Time
(1957) Brass Trio
(1958)
A Night at the Village Vanguard est un album live du saxophoniste ténor Sonny Rollins enregistré en novembre 1957 pour le label Blue Note Records. Les enregistrements ont lieu le 3 novembre au Village Vanguard ; Rollins enregistre une première partie l'après-midi avec le contrebassiste Donald Bailey et le batteur Pete La Roca, l'autre partie dans la soirée en compagnie de Wilbur Ware et de Elvin Jones.
Il ne doit pas être confondu avec l'album live A Night at the Vanguard enregistré en 1959 par le guitariste Kenny Burrell,.

## Contexte

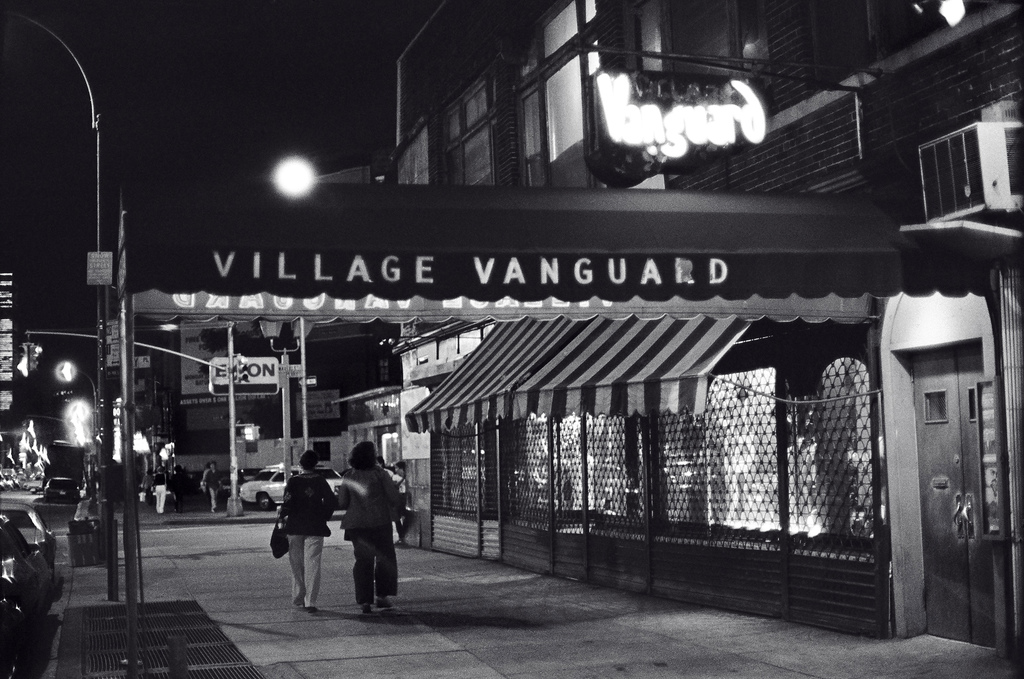
Le club de jazz new-yorkais Village Vanguard

Les morceaux sont interprétés au célèbre club de jazz new-yorkais Village Vanguard durant l'après-midi et la soirée du 3 novembre 1957.

### Enregistrements
Finalement près de 2h¼ de musique sont enregistrées et paraissent sur deux albums. L'album original comporte six morceaux différents avec une version de A Night in Tunisia enregistrée dans l'après-midi et une autre dans la soirée. En 1999, une nouvelle édition de l'album paraît sur le label Blue note avec plusieurs morceaux additionnels enregistrés par Rudy Van Gelder lors de cette journée de novembre 1957,.
| Musicien      | Instrument      | Titre        |  | Équipe technique |                           |
| ------------- | --------------- | ------------ |  | ---------------- | ------------------------- |
| Sonny Rollins | saxophone ténor | 1-18         |  | Alfred Lion      | Producteur                |
| Donald Bailey | contrebasse     | 1-2          |  | Leonard Feather  | Supervision, liner notes  |
| Pete La Roca  | batterie        | 1-2          |  | Rudy Van Gelder  | Ingénieur du son          |
| Wilbur Ware   | contrebasse     | 3-5, 7, 9-18 |  | Francis Wolff    | Photographie (couverture) |
| Elvin Jones   | batterie        | 3-5, 7, 9-18 |  | Michael Cuscuna  | Producteur (réédition)    |

## Titres
Première édition (1957)
| N° | Titre                           | Compositeur                           | Durée |
| -- | ------------------------------- | ------------------------------------- | ----- |
| 1. | Old Devil Moon                  | E.Y. "Yip" Harburg, Burton Lane       | 7:30  |
| 2. | Softly, as in a Morning Sunrise | Oscar Hammerstein II, Sigmund Romberg | 6:37  |
| 3. | Striver's Row                   | Sonny Rollins                         | 5:59  |
| 4. | Sonnymoon for Two               | Sonny Rollins                         | 8:46  |
| 5. | A Night in Tunisia              | Dizzy Gillespie, Frank Paparelli      | 7:35  |
| 6. | I Can't Get Started             | Vernon Duke, Ira Gershwin, Thad Jones | 4:54  |

## Réception
Sur AllMusic dans un essai sur le hard bop, le critique et auteur de jazz Scott Yanow intègre cet album dans sa liste des 17 albums incontournables du genre. Il commente également l'album et indique que cet album est « souvent magique », Sonny Rollins étant au sommet de son art. 
Il ajoute également qu'il « n'a pas seulement un son très reconnaissable, mais son utilisation du temps, son esprit ingénieux et son jeu bop au style imprévisible étaient vraiment ses caractéristiques en 1957 ». Il souligne en particulier quatre morceaux d'intérêt que sont Old Devil Moon, Softly As in a Morning Sunrise, Sonnymoon for Two et A Night in Tunisia.
Le critique musical Robert Christgau apprécie vraiment ce disque et écrit à propos de Rollins qu'il est « toujours impressionnant, le divertissement en passant, ses improvisations sont ce qui caractérise l'avant-garde jazz. »